# Список керівників держав XVIII століття до н. е.
Список керівників держав XIX століття до н. е. — Список керівників держав XVII століття до н. е.

## Азія

### Елам

#### Династія Суккаль-махів (Епартидів)
- Шилхаха, цар (бл. 1830 – 1800 до н. е.)
- Ширктух І, цар (бл. 1800 – 1770 до н. е.)
- Сімутварташ, цар (бл. 1770 – 1768 до н. е.)
- Сівепалар-хухпак, цар (бл. 1768 – 1745 до н. е.)
- Кутучулуш І, цар (бл. 1745 – 1730 до н. е.)
- Кутер-Наххунте І, цар (бл. 1730 – 1700 до н. е.)

### Китай

#### Династія Ся(існування спірне)
- Цзінь, ван (1810 – 1789 до н. е.)
- Конг Цзя, ван (1789 – 1758 до н. е.)
- Гао, ван (1758 – 1747 до н. е.)
- Фа, ван (1747 – 1728 до н. е.)
- Цзє, ван (XVIII – XVII ст. до н. е.)

### Межиріччя

#### Ассирія
- Шамши-Адад І, цар (ХІХ – XVIII ст. до н. е.)
- Ішме-Даган І, цар (XVIII ст. до н. е.)
- Мут-Ашкур, цар (др. пол. XVIII ст. до н. е.)

#### Вавилонія
- Суму-ла-Ель, цар (ХІХ – XVIII ст. до н. е.)
- Сабіум, цар (ХІХ – XVIII ст. до н. е.)
- Апіль-Сін, цар (ХІХ – XVIII ст. до н. е.)
- Сін-мубалліт, цар (ХІХ – XVIII ст. до н. е.)
- Хамурапі, цар (ХІХ – XVII ст. до н. е.)
- Самсу-ілуна, цар (XVIII – XVII ст. до н. е.)
- Абі-Ешуг, цар (XVIII – XVII ст. до н. е.)

#### Ешнунна
- Ікіш-Тішпак, цар (поч. XVIII ст. до н. е.)
- Данум-тахаз, цар (поч. XVIII ст. до н. е.)
- Дадуша, цар (поч. XVIII ст. до н. е.)
- Ібаль-пі-Ель ІІ, цар (др. пол. XVIII ст. до н. е.)
- Циллі-Сін, цар (XVIII ст. до н. е.)  – захоплено Вавилоном

#### Ісін(перша династія)
- Енліль-бані, цар (ХІХ – XVIII ст. до н. е.)
- Замбія, цар (ХІХ – XVIII ст. до н. е.)
- Ітер-піша, цар (ХІХ – XVIII ст. до н. е.)
- Ур-дукуга, цар (ХІХ – XVIII ст. до н. е.)
- Сін-магір, цар (ХІХ – XVIII ст. до н. е.)
- Дамік-ілішу І, цар (ХІХ – XVIII ст. до н. е.) – захоплено Ларсою

#### Ларса
- Нур-Адад, цар (ХІХ – XVIII ст. до н. е.)
- Сін-іддінам, цар (ХІХ – XVIII ст. до н. е.)
- Сін-эрібам, цар (ХІХ – XVIII ст. до н. е.)
- Сін-ікішам, цар (ХІХ – XVIII ст. до н. е.)
- Циллі-Адад, цар (ХІХ – XVIII ст. до н. е.)
- Варад-Сін, цар (ХІХ – XVIII ст. до н. е.)
- Рім-Сін, цар (ХІХ – XVIII ст. до н. е.) – захоплено Вавилоном

#### Марі
- Яхдун-Лім, цар (ХІХ – XVIII ст. до н. е.)
- Суму-Яман, цар (XVIII ст. до н. е.)
- Ясмах-Адад, цар (пер. пол. XVIII ст. до н. е.)
- Зімрі-Лім, цар (пер. пол. XVIII ст. до н. е.) – захоплено Вавилоном

### Куссарське царство(хетти)
- Пітхана, цар (ХІХ – XVIII ст. до н. е.)
- Анітта, цар (XVIII ст. до н. е.)

## Африка

### Середнє царство (Стародавній Єгипет)

#### Дванадцята династія
- Аменемхет III, фараон (ХІХ – XVIII ст. до н. е.)
- Аменемхет IV, фараон (ХІХ – XVIII ст. до н. е.)
- Нефрусебек, цариця (ХІХ – XVIII ст. до н. е.)